# Urgosse
Urgosse ist eine französische Gemeinde mit 239 Einwohnern (Stand 1. Januar 2022) im Département Gers in der Region Okzitanien. Sie gehört zum Arrondissement Condom und zum Gemeindeverband Bas Armagnac. Die Bewohner nennen sich Urgossois.

## Geografie
Die Gemeinde Urgosse liegt etwa 20 Kilometer östlich von Aire-sur-l’Adour, großräumiger gesehen zwischen Auch und Mont-de-Marsan am Fluss Midour im Südwesten der Landschaft Armagnac. Umgeben wird Urgosse von den Nachbargemeinden Nogaro im Norden, Sion im Osten, Sorbets im Süden sowie Arblade-le-Haut im Westen. Urgosse hat keinen markanten Ortskern, die Bebauung ist eher aufgelockert und zieht sich über teils bewaldete Hügel und Rebland. Zur Gemeinde zählen die Weiler Lacourrège, Piron, Gamache, Rouillan, Ninoz, Lamothe, Patèque, Peyrus, Duclère, Balen, Le Moulin, Blandin, Fortune, Jean-Paul, Peyret, Marambat, Giram, Roumisté, Le Germain, Saint-Sévin und Capucin.

## Geschichte
Die 1793 gegründete Gemeinde Urgosse wurde 1829 zusammen mit Bouyt in die Kleinstadt Nogaro eingemeindet. Während Bouyt (heute Bouit geschrieben) nach wie vor zu Nogaro gehört, erhielt Urgosse 1893 seine Selbständigkeit zurück.

### Bevölkerungsentwicklung
| Jahr      | 1962 | 1968 | 1975 | 1982 | 1990 | 1999 | 2006 | 2014 | 2022 |
| Einwohner | 278  | 267  | 242  | 232  | 256  | 231  | 235  | 250  | 239  |

Im Jahr 1896 wurde mit 302 Bewohnern die bisher höchste Einwohnerzahl ermittelt. Die Zahlen basieren auf den Daten von cassini.ehess und INSEE.

## Sehenswürdigkeiten

Kirche Saint-André

- Kirche Saint-André
- Wegkreuze

## Wirtschaft und Infrastruktur
Weine aus Urgosse und Umgebung werden für die Herstellung der Armagnac-Branntweine und für den Aperitif Floc de Gascogne verwendet. Neben dem Weinbau produzieren mehrere Landwirte in der Gemeinde Getreide, Hülsenfrüchte, Gemüse, Melonen und Geflügel.
Urgosse liegt an der Fernstraße D25 von Nogaro nach Riscle im Adourtal. Durch die Gemeinde Urgosse führt die 1893 eröffnete Bahnlinie von Port-Sainte-Marie nach Riscle. Der Bahnbetrieb wurde 1975 eingestellt.

## Belege
1. ↑  Verwaltungsgeschichte auf cassini.ehess.fr (französisch)
2. ↑  Urgosse auf cassini.ehess.fr
3. ↑  Urgosse auf insee.fr
4. ↑  Landwirtschaftsbetriebe auf annuaire-mairie.fr (französisch)
5. ↑  Journal Officiel de la République Française, 8. März 1975, S. 2 620